# Ivo Silveira
Ivo Silveira (Palhoça, 26 de março de 1918 — Florianópolis, 2 de agosto de 2007) foi um advogado e político brasileiro.

## Vida
Filho de Vicente Silveira de Sousa Júnior e de Lídia Sanceverino Silveira. Casou com Zilda Luchi Silveira, que morreu em 1 de maio de 2014, aos 93 anos de idade.
Bacharel em direito pela Faculdade de Direito de Santa Catarina.
Foi deputado à Assembleia Legislativa de Santa Catarina na 2ª legislatura (1951 — 1955), na 3ª legislatura (1955 — 1959), na 4ª legislatura (1959 — 1963), e na 5ª legislatura (1963 — 1967).
Nas eleições estaduais em Santa Catarina em 1965 foi eleito governador de Santa Catarina, cargo que exerceu de 31 de janeiro de 1966 a 15 de março de 1971.
Morreu em decorrência de um mieloma. Foi sepultado no Cemitério Municipal de Palhoça, no dia seguinte à sua morte.